# Fernando González Rodríguez
Fernando González Rodríguez (Telde, 4 de enero de 1904-Valencia, 1972) fue un escritor y poeta español. 

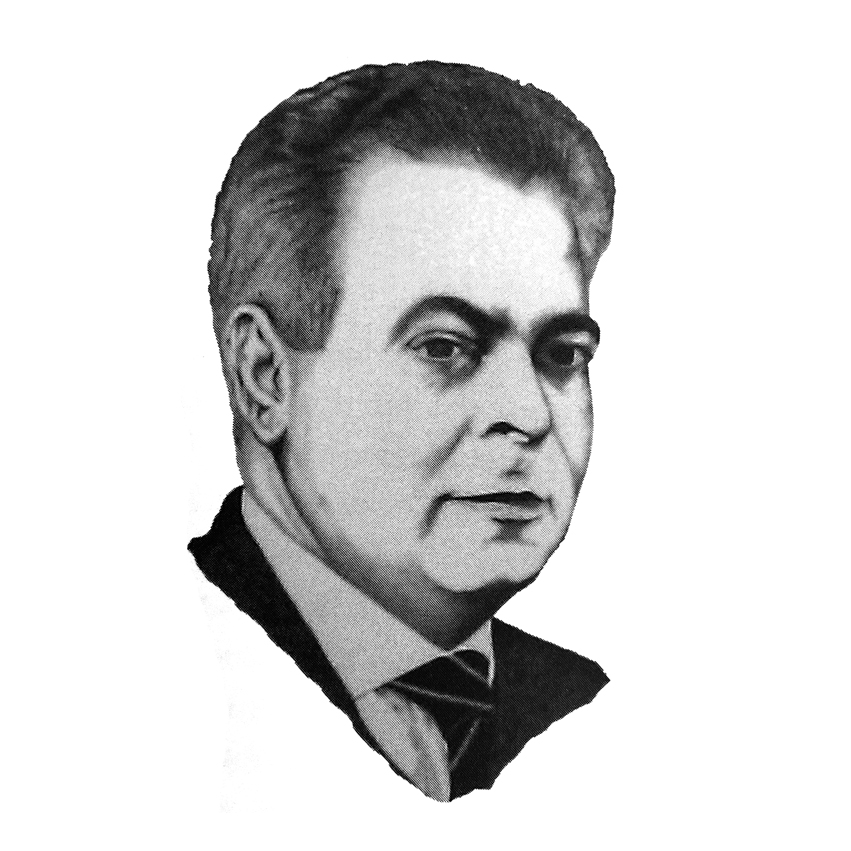
Retrato del poeta español Fernando González Rodríguez

## Biografía
Criado en una humilde familia, desde muy joven destacó por poseer unas capacidades intelectuales adelantadas a su edad, pues entre los 11 y 12 años ya se entretenía escribiendo versos. Gracias al que fue su mentor, Montiano Placeres Torón, recibió una formación específica sobre historia, geografía, literatura  y filosofía; incluso en idiomas, pues estudió francés, latín y griego. En aquellos años, en su tierra natal, tener la posibilidad de estudiar todas estas materias era algo que no estaba al alcance de la mayoría de los jóvenes canarios.
Tuvo la oportunidad de estudiar en la Universidad de La Laguna (en aquel entonces Universidad de San Fernando de La Laguna, también conocida como Colegio Mayor de San Fernando de La Laguna), luego en la Universidad Hispalense y después en la Universidad Central en Madrid. Fueron años de enriquecimiento cultural e intelectual, pero también de madurez personal. Siempre como voraz lector de Unamuno, Saulo Torón, Luis Doreste Silva, Hilda Zudán, Alonso Quesada y otros tantos autores contemporáneos con los que tuvo relación personal, y por escrito, durante su vida. Falleció en la ciudad española de Valencia en el año 1972.
Fue candidato de Izquierda Republicana en las elecciones generales de 1931 por la provincia de Las Palmas.